# Hans W. Geißendörfer
 (juin 2024).
 (juin 2024).
Hans W. Geißendörfer est un réalisateur et producteur de télévision allemand, né le 6 avril 1941 à Augsbourg (Bavière).

## Biographie
Son film La Cellule en verre a été nommé aux Oscars en 1978 pour le meilleur film en langue étrangère.
Hans W. Geißendörfer est le producteur de la série allemande Lindenstraße depuis 1985.
Il est diplômé de l'IDHEC (Institut des hautes études cinématographiques).
Sa fille Hana Geißendörfer (de) est réalisatrice, scénariste et productrice de cinéma.

## Filmographie sélective
- 1970 : Jonathan
- 1971 : Carlos (en)
- 1972 : Marie (TV)
- 1973 : Les Parents (Die Eltern), avec Anne Bennent, Heinz Bennent et Henri Serre
- 1974 : Perahim - die zweite Chance, avec Blanche Aubry, Heinz Bennent et Anna Martins
- 1976 : Sternsteinhof
- 1976 : Le Canard sauvage (Die Wildente), avec Jean Seberg, Bruno Ganz et Anne Bennent
- 1978 : La Cellule en verre (Die gläserne Zelle), avec Brigitte Fossey (nommé aux Oscars)
- 1982 : La Montagne magique (Der Zauberberg), avec Rod Steiger, Marie-France Pisier et Charles Aznavour
- 1983 : Le Journal d'Édith (Ediths Tagebuch), avec Angela Winkler et Vadim Glowna
- 1985- : Lindenstraße, feuilleton avec Marie-Luise Marjan, Sybille Waury, Til Schweiger, Gérard Hérold et Frédéric de Pasquale
- 1989 : Boumerang Boumerang (de) (Bumerang, Bumerang), avec Katja Studt (de) et Jürgen Vogel
- 1993 : Justice (Justiz), de Hans W. Geißendörfer
- 2005 : Pays de neige (Schneeland), avec Julia Jentsch, Maria Schrader, Thomas Kretschmann et Ulrich Mühe
- 2013 : Rouge rubis (Rubinrot), avec Maria Ehrich, Jannis Niewöhner, Veronica Ferres et Uwe Kockisch
- 2014 : Bleu saphir (Saphirblau), avec Maria Ehrich, Jannis Niewöhner, Rufus Beck, Kostja Ullmann et Peter Simonischek
- 2016 : Vert émeraude (Smaragdgrün), avec Maria Ehrich, Jannis Niewöhner, Peter Simonischek, Josefine Preuß et Katharina Thalbach